# Menulinje
En menulinje eller en menubar er på en computer et en linje der indeholder elementer som Fil (File), Rediger (Edit), Vis (View), Tools og Hjælp (Help.
Menulinjens formål er at levere fælles adgang til vindues- eller applikationsspecifikke menuer, som giver adgang til funktioner som åbning af filer, kopiering af tekst eller åbning af et vindue.